# Elfriede Fliethmann
Elfriede „Fritzi“ Fliethmann, verh. ab 1943 Elfriede Fliethmann-Henseling (* 13. Februar 1915 in Wien; † 1987 in Berlin) war eine österreichisch-deutsche Anthropologin, die in der nationalsozialistischen Rassenforschung aktiv war.

## Leben
Fliethmann wuchs in Gumpoldskirchen auf. Sie studierte an der Universität Wien zunächst Geschichte und Geografie, ab 1936 Anthropologie. Am 29. Juni 1938 beantragte sie die Aufnahme in die NSDAP und wurde rückwirkend zum 1. Mai desselben Jahres aufgenommen (Mitgliedsnummer 6.331.010). Ihre Promotion erfolgte 1940 bei Eberhard Geyer. Im Juli 1941 erhielt sie eine Stelle am neuen Institut für Deutsche Ostarbeit im besetzten Krakau. Dort arbeitete sie unter Anton Plügel an der Erfassung von angeblichen Rassenmerkmalen bei Juden und Polen. An der Universität Wien war ihre Partnerin in der Auswertung Dora Kahlich-Könner. Beide reisten z. B. im April/Mai 1942 in das Ghetto Tarnów, um Schädel- und Körpervermessungen von der jüdischen Bevölkerung vorzunehmen sowie Fotoaufnahmen zu machen, die der Fotograf Rudolf Dodenhoff aufnahm. Aus ihren Briefen geht hervor, dass sie wegen der drohenden Vernichtung ihrer „Objekte“ unter Zeitdruck standen und die gewaltsame Hilfe der SS durch Obersturmbannführer Bernhardt in Anspruch nahmen. In Golkowice nahm sie Haarproben.
Im Oktober 1943 heiratete sie den in Berlin tätigen Astronomen Robert Henseling, der im Generalgouvernement für Hans Frank gearbeitet hatte. Deshalb beendete sie im Januar 1944 endgültig ihre Arbeit in Krakau. Nach 1945 arbeitete sie als Pädagogin in West-Berlin.

## Schriften
- Rassenkundliche Untersuchung von Witzelsdorf und Kopfstetten, zwei Orten im Marchfeld, Dissertation, Universität Wien 1940
- Vorläufer Bericht über anthropologische Aufnahmen an Judenfamilien in Tarnów. Deutsche Forschung im Osten.  2. Jahrgang, Heft 3 (März 1942): 92-111
- Das deutsche Volk und die Völker Osteuropas, eine volksbiologische Skizze, in: Die Burg: Vierteljahresschr. d. Instituts für Deutsche Ostarbeit in Krakau. Krakau, Burgverl. [u. a.], ZDB-ID 2153865, Bd. 4.1943, S. 147–186.
- (Fliethmann-Henseling): Bericht über anthropologisch-ethnologische Untersuchungen in Szaflary und Witów, zwei Goralenorten im Kreise Neumarkt, Deutsche Forschung im Osten 2 no. 7 (1942)?, S. 272–274.